# Élections législatives de 1978 dans l'Orne
Les élections législatives françaises de 1978 se déroulent les 12 et 19 mars 1978. Dans le département de l'Orne, trois députés sont à élire dans le cadre de trois circonscriptions.

## Élus
| Circonscription | Député sortant | Parti | Parti | Député élu ou réélu | Parti | Parti     |
| --------------- | -------------- | ----- | ----- | ------------------- | ----- | --------- |
| 1re             | Daniel Goulet  |       | RPR   | Daniel Goulet       |       | RPR       |
| 2e              | Roland Boudet  |       | CDS   | Francis Geng        |       | UDF (CDS) |
| 3e              | Pierre Noal    |       | RPR   | Hubert Bassot       |       | UDF (PR)  |

## Résultats

### Résultats à l'échelle du département
| Parti          | Parti                              | Premier tour | Premier tour | Second tour | Second tour | Sièges |
| Parti          | Parti                              | Voix         | %            | Voix        | %           | Sièges |
| -------------- | ---------------------------------- | ------------ | ------------ | ----------- | ----------- | ------ |
|                | Rassemblement pour la République   | 53 916       | 32,78        | 34 765      | 20,92       | 1      |
|                | Union pour la démocratie française | 40 110       | 24,38        | 64 811      | 38,99       | 2      |
|                | Divers droite                      | 5 080        | 3,09         |             |             | 0      |
|                | Majorité présidentielle            | 99 106       | 60,25        | 99 576      | 59,91       | 3      |
|                |                                    |              |              |             |             |        |
|                | Parti socialiste                   | 38 151       | 23,19        | 66 641      | 40,09       | 0      |
|                | Parti communiste français          | 16 662       | 10,13        |             |             | 0      |
|                | Union de la gauche                 | 54 813       | 33,32        | 66 641      | 40,09       | 0      |
|                |                                    |              |              |             |             |        |
|                | Extrême gauche                     | 5 429        | 3,30         |             |             | 0      |
|                | Divers écologiste                  | 2 329        | 1,42         | 0           |             |        |
|                | Extrême droite                     | 1 663        | 1,01         | 0           |             |        |
|                | Parti socialiste unifié            | 820          | 0,50         | 0           |             |        |
|                | Divers                             | 334          | 0,20         | 0           |             |        |
|                |                                    |              |              |             |             |        |
| Inscrits       | Inscrits                           | 200 028      | 100,00       | 199 965     | 100,00      | 3      |
| Abstentions    | Abstentions                        | 31 402       | 15,7         | 29 696      | 14,85       |        |
| Votants        | Votants                            | 168 626      | 84,3         | 170 269     | 85,15       |        |
| Blancs et nuls | Blancs et nuls                     | 4 132        | 2,45         | 4 052       | 2,38        |        |
| Exprimés       | Exprimés                           | 164 494      | 97,55        | 166 217     | 97,62       |        |

### Résultats par circonscription

#### Première circonscription (Alençon)
| Candidat       | Candidat                    | Parti          | Premier tour | Premier tour | Second tour | Second tour |  |
| Candidat       | Candidat                    | Parti          | Voix         | %            | Voix        | %           |  |
| -------------- | --------------------------- | -------------- | ------------ | ------------ | ----------- | ----------- |  |
|                | Daniel Goulet sortant réélu | RPR            | 25 295       | 45,7         | 34 765      | 61,79       |  |
|                | Pierre Mauger               | PS             | 14 714       | 26,58        | 21 495      | 38,21       |  |
|                | Bernard Bourdier            | UDF (PR)       | 8 208        | 14,83        |             |             |  |
|                | Raymonde Renard             | PCF            | 4 146        | 7,49         |             |             |  |
|                | Nicole Gardes               | LO             | 1 163        | 2,1          |             |             |  |
|                | Gérard Legot                | PSU (FA)       | 820          | 1,48         |             |             |  |
|                | Joseph Montier              | OCT            | 626          | 1,13         |             |             |  |
|                | Martine Guérin              | FN             | 377          | 0,68         |             |             |  |
|                |                             |                |              |              |             |             |  |
| Inscrits       | Inscrits                    | Inscrits       | 67 496       | 100,00       | 67 472      | 100,00      |  |
| Abstentions    | Abstentions                 | Abstentions    | 10 888       | 16,13        | 10 368      | 15,37       |  |
| Votants        | Votants                     | Votants        | 56 608       | 83,87        | 57 104      | 84,63       |  |
| Blancs et nuls | Blancs et nuls              | Blancs et nuls | 1 259        | 2,22         | 844         | 1,48        |  |
| Exprimés       | Exprimés                    | Exprimés       | 55 349       | 97,78        | 56 260      | 98,52       |  |

#### Deuxième circonscription (Mortagne-au-Perche - L'Aigle)
| Candidat       | Candidat         | Parti          | Premier tour | Premier tour | Second tour | Second tour |  |
| Candidat       | Candidat         | Parti          | Voix         | %            | Voix        | %           |  |
| -------------- | ---------------- | -------------- | ------------ | ------------ | ----------- | ----------- |  |
|                | Francis Geng élu | UDF (CDS)      | 13 396       | 28,37        | 29 426      | 61,25       |  |
|                | Michel Bruguière | RPR            | 11 080       | 23,47        | Retrait     | Retrait     |  |
|                | André Grudet     | PS             | 9 671        | 20,48        | 18 613      | 38,75       |  |
|                | Jacky Roger      | PCF            | 5 394        | 11,43        |             |             |  |
|                | Gérard Nouhant   | CNIP           | 5 080        | 10,76        |             |             |  |
|                | Évelyne Ollivier | LO             | 1 463        | 3,1          |             |             |  |
|                | Ernest Girard    | FN             | 413          | 0,87         |             |             |  |
|                | Henri Auclair    | UOPDP          | 381          | 0,81         |             |             |  |
|                | B. Pelletier     | Divers         | 334          | 0,71         |             |             |  |
|                |                  |                |              |              |             |             |  |
| Inscrits       | Inscrits         | Inscrits       | 58 570       | 100,00       | 58 560      | 100,00      |  |
| Abstentions    | Abstentions      | Abstentions    | 9 728        | 16,61        | 9 444       | 16,13       |  |
| Votants        | Votants          | Votants        | 48 842       | 83,39        | 49 116      | 83,87       |  |
| Blancs et nuls | Blancs et nuls   | Blancs et nuls | 1 630        | 3,34         | 1 077       | 2,19        |  |
| Exprimés       | Exprimés         | Exprimés       | 47 212       | 96,66        | 48 039      | 97,81       |  |

#### Troisième circonscription (Argentan - Flers)
| Candidat       | Candidat            | Parti          | Premier tour | Premier tour | Second tour | Second tour |  |
| Candidat       | Candidat            | Parti          | Voix         | %            | Voix        | %           |  |
| -------------- | ------------------- | -------------- | ------------ | ------------ | ----------- | ----------- |  |
|                | Hubert Bassot élu   | UDF (PR)       | 18 506       | 29,88        | 35 385      | 57,15       |  |
|                | Pierre Noal sortant | RPR            | 17 541       | 28,32        | Retrait     | Retrait     |  |
|                | Pierre Pavis        | PS             | 13 766       | 22,23        | 26 533      | 42,85       |  |
|                | Roger Jouadé        | PCF            | 7 122        | 11,5         |             |             |  |
|                | Jean-Luc Pithois    | Écologie 78    | 2 329        | 3,76         |             |             |  |
|                | Annie Fonfrède      | LO             | 1 169        | 1,89         |             |             |  |
|                | André Gasson        | OCT            | 627          | 1,01         |             |             |  |
|                | Henri Eyraud        | PFN            | 523          | 0,84         |             |             |  |
|                | Jean Lannoy         | FN             | 350          | 0,57         |             |             |  |
|                |                     |                |              |              |             |             |  |
| Inscrits       | Inscrits            | Inscrits       | 73 962       | 100,00       | 73 933      | 100,00      |  |
| Abstentions    | Abstentions         | Abstentions    | 10 786       | 14,58        | 9 884       | 13,37       |  |
| Votants        | Votants             | Votants        | 63 176       | 85,42        | 64 049      | 86,63       |  |
| Blancs et nuls | Blancs et nuls      | Blancs et nuls | 1 243        | 1,97         | 2 131       | 3,33        |  |
| Exprimés       | Exprimés            | Exprimés       | 61 933       | 98,03        | 61 918      | 96,67       |  |